# Sylt (Gemeinde)
Sylt (dänisch Sild kommune) ist eine Gemeinde mit 14.356 Einwohnern (31. Dezember 2023) auf der gleichnamigen Nordseeinsel im Kreis Nordfriesland in Schleswig-Holstein. Sie entstand am 1. Januar 2009 aus dem Zusammenschluss der Stadt Westerland mit den Gemeinden Sylt-Ost und Rantum. Die Gemeinde liegt im Zentrum der Insel. Sie umfasst knapp 60 Prozent der Inselfläche und 70 Prozent ihrer Einwohner.

## Geschichte

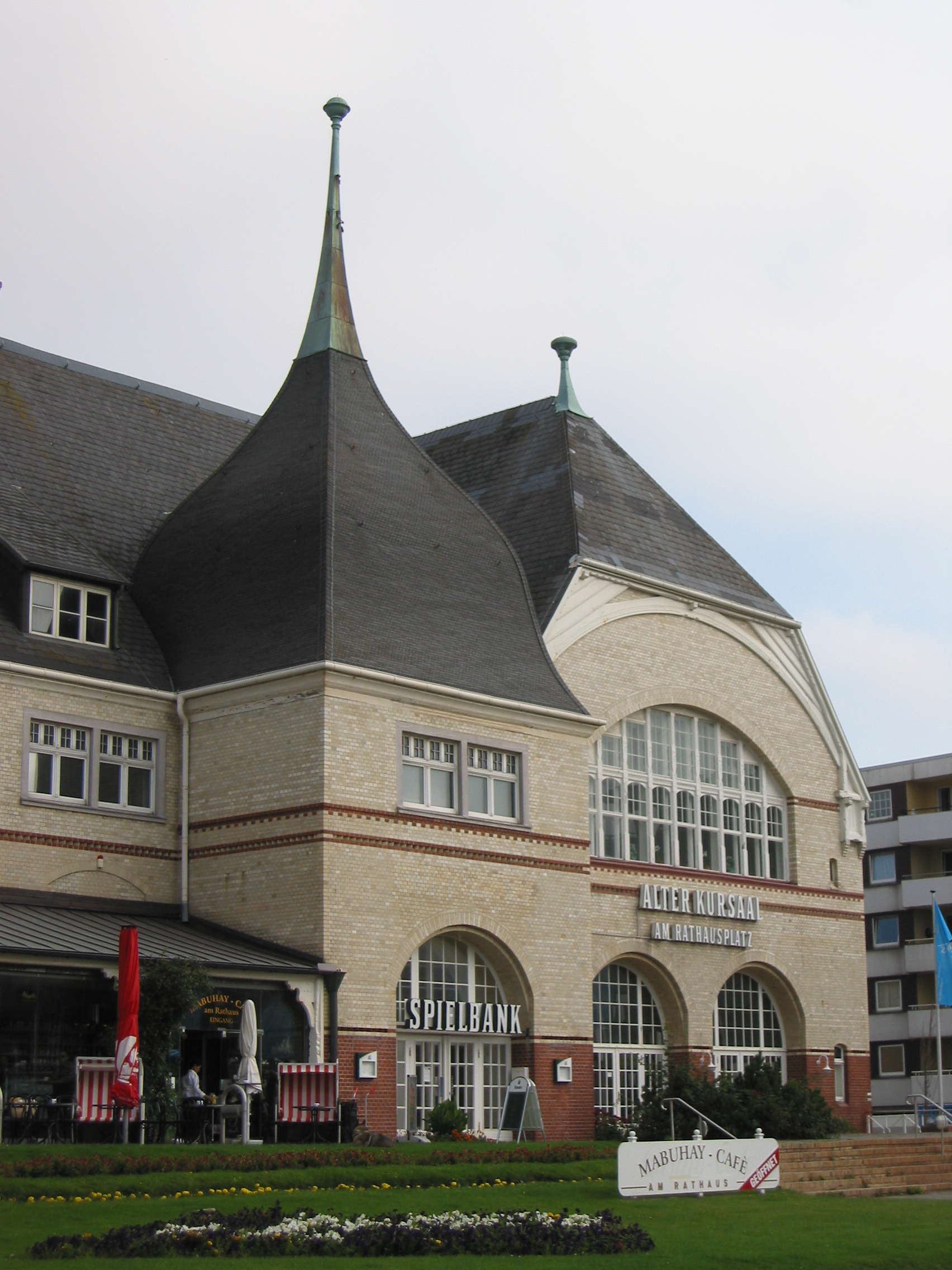
Rathaus der Gemeinde Sylt

Der Fusion der drei Kommunen ging eine mehrjährige Diskussion zur Vereinigung der Stadt Westerland mit den sechs Gemeinden des Amtes Landschaft Sylt voraus. Ziel war die Schaffung einer gemeinsamen Kommunalverwaltung für die gesamte Insel. Das Vorhaben scheiterte jedoch am Widerstand einzelner Kommunen. Ein im Sommer 2007 ausgearbeiteter Gesetzentwurf zur Fusion wurde nicht verabschiedet.
Im Dezember 2007 startete eine örtliche Bürgerinitiative parallel ein Bürgerbegehren zur Fusion der beiden Kommunen Westerland und Sylt-Ost. Per Bürgerentscheid wurde am 25. Mai 2008 der Zusammenschluss der beiden Gemeinden zum 1. Januar 2009 beschlossen. Im Juli 2008 erklärten auch die Einwohner Rantums während einer Einwohnerversammlung ihre Bereitschaft zur Fusion. Schließlich unterzeichneten die Bürgermeister der drei Kommunen am 30. September 2008 die Gebietsvereinigungsverträge. Im Unterschied zur früheren Stadt Westerland beantragte die Gemeinde Sylt zunächst keine Stadtrechte.
Die Gemeinde Sylt führt auch die Verwaltungsgeschäfte für das Amt Landschaft Sylt durch, dem sie selbst nicht angehört. Verwaltungssitz ist nach einhelligem Beschluss das bisherige Rathaus von Westerland, hinzu kommen Außenstellen und Bürgerbüros. Derzeit beraten die politischen Gremien von Wenningstedt-Braderup, Hörnum und List auf Sylt konkrete Beitrittsszenarien. Lediglich die Gemeinde Kampen hat sich bislang nicht an den Fusionsbemühungen beteiligt.

## Ortsteile
- Archsum (dänisch: Arksum, nordfriesisch: Ārichsem)
- Keitum (dän.: Kejtum, nordfries.: Kairem)
- Morsum  (nordfries. Muasem)
- Munkmarsch (dän.: Munkmarsk, nordfries.: Munkmērsk; zur Gemarkung Keitum)
- Rantum (nordfries.: Raantem)
- Tinnum (nordfries.: Tinem)
- Westerland (dän.: Vesterland, nordfries.: Weesterlön)

Mit Ausnahme von Westerland tragen die Ortsteile die Bezeichnung Seebad. Der Ortsteil Westerland trägt die Bezeichnung Nordseeheilbad. Jeder Ortsteil bildet einen Ortsbeirat, wobei Keitum und Munkmarsch einen gemeinsamen Ortsbeirat bilden.

## Gemarkungen
Die sechs Gemarkungen, die auf dem Gebiet der Gemeinde Sylt liegen, entsprechen den ursprünglichen, bis 1970 bestehenden Gemeinden:
| Ehemalige Gemeinde | Fläche (km²) 6. Juni 1961 | Bevölkerung 6. Juni 1961 | Einwohner- dichte je km² | Wohnplätze                                                                      |
| ------------------ | ------------------------- | ------------------------ | ------------------------ | ------------------------------------------------------------------------------- |
| Archsum            | 6,79                      | 159                      | 23                       | Archsum                                                                         |
| Keitum             | 10,43                     | 1474                     | 141                      | Keitum, Jüggersmarsch, Kaamp, Klentertal, Munkmarsch, Pionierlager              |
| Morsum             | 11,64                     | 734                      | 63                       | Großmorsum, Holm, Klamshörn, Kleinmorsum, Nösse, Osterende, Schellinghörn, Wall |
| Rantum             | 7,41                      | 561                      | 76                       | Rantum, Rantum-Nord, Baaktal, Puan Klent                                        |
| Tinnum             | 7,51                      | 1040                     | 138                      | Tinnum                                                                          |
| Westerland         | 8,43                      | 8649                     | 1026                     | Westerland, Dikjen-Deel                                                         |
| Gemeinde Sylt      | 52,21                     | 12.617                   | 242                      |                                                                                 |

## Politik

### Gemeindevertretung
Bei der Wahl zur Sylter Gemeindevertretung am 14. Mai 2023 errang die CDU zwölf, die Sylter Wählergemeinschaft (SWG), die SPD, der Südschleswigsche Wählerverband (SSW) und die Grünen jeweils vier, die Liste Die Insulaner drei Sitze. Die FDP und die Zukunft. erhielten jeweils einen Sitz. Bürgervorsteher ist Andreas Dobrzinski (CDU).

### Bürgermeister
- 2009–2015: Petra Reiber (parteilos)
- 2015–2024: Nikolas Häckel (parteilos)
- 2024–2025: (kommissarisch): Carsten Kerkamm (CDU)
- seit 2025: Tina Haltermann (parteilos)

Gewählter Bürgermeister war bis 2024 Nikolas Häckel (parteilos). Er hatte sich 2015 in einer Stichwahl gegen die ehemalige CSU-Politikerin Gabriele Pauli durchgesetzt und war 2021 wiedergewählt worden. Im September 2024 wurde Häckel abgewählt und bis zur Neuwahl von Carsten Kerkamm (CDU) vertreten. Der 1974 geborene Häckel starb wenige Wochen nach seiner Abwahl.
Im ersten Wahlgang am 16. März 2025 konnte keiner der sechs Kandidaten eine absolute Mehrheit erzielen. Zwischen Tina Haltermann (parteilos, unterstützt von CDU; 38,4 %) und Markus Gieppner (Die Insulaner e. V.; 23,5 %) kam es am 6. April 2025 zur Stichwahl, die Haltermann mit 55,6 % gewann.

### Verwaltungsgemeinschaft
Sylt führt seit dem 1. Januar 2009 im Rahmen einer Verwaltungsgemeinschaft die Verwaltungsgeschäfte des Amtes Landschaft Sylt.

## Verkehr

### Motorisierter Individualverkehr
Die Straße höchsten Ranges auf der Insel Sylt ist die schleswig-holsteinische Landesstraße 24. Sie führt als Nord-Süd-Verbindungsachse komplett über die Insel und bindet dabei die weiteren Inselgemeinden ausgehend von dem in der Inselmitte gelegenen Hauptort Westerland, ein Ortsteil der Gemeinde Sylt, an. Die weiter östlich auf der Halbinsel Nösse gelegenen Ortsteile der Gemeinde werden ausgehend von zuvor genannter Landesstraße über die nordfriesische Kreisstraße 117 angebunden.

### Eisenbahnverkehr

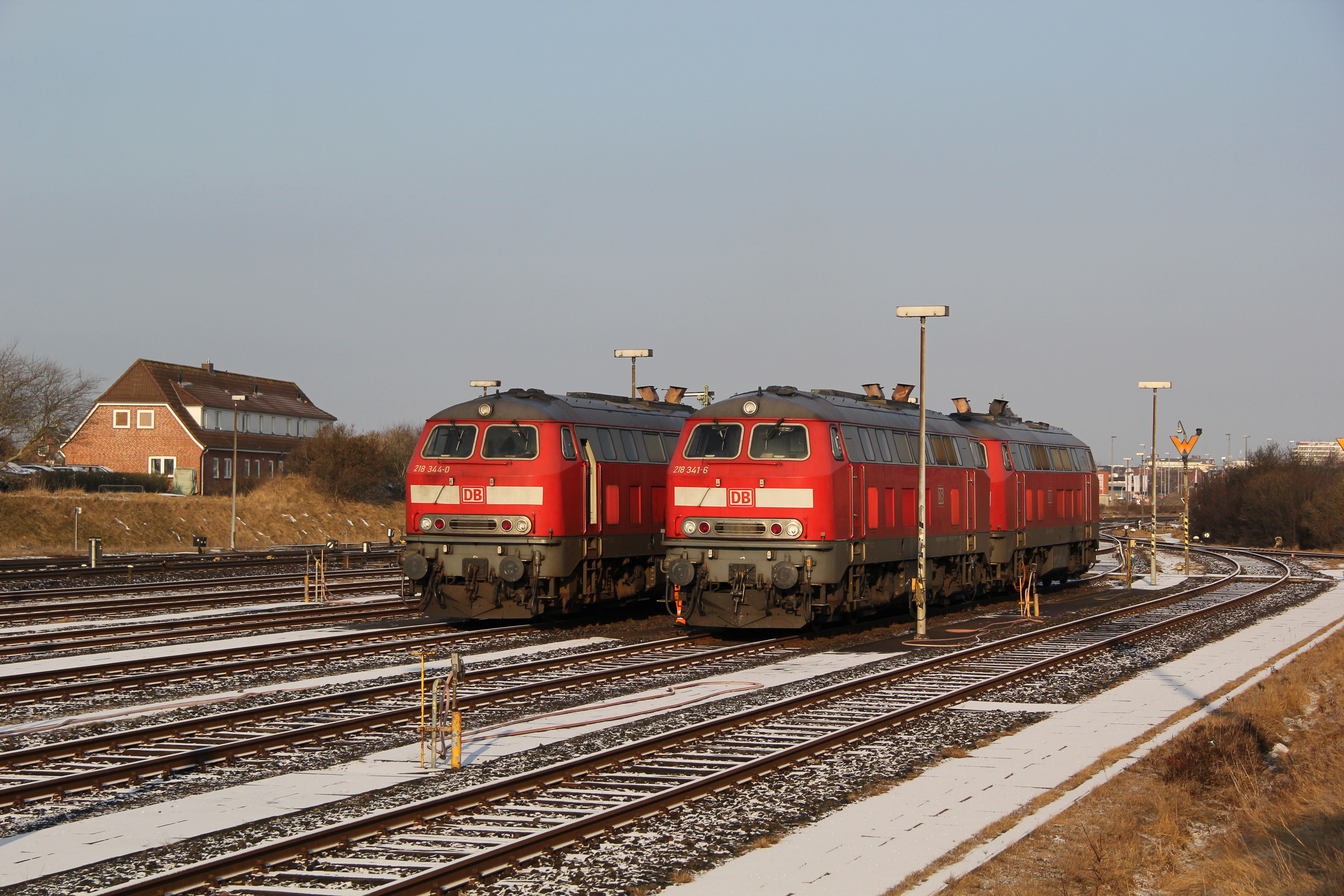
Bahnverkehr in der Gemeinde

Der Bahnhof Westerland (Sylt) im Ortsteil gleichen Namens der Gemeinde Sylt bildet den nördlichen Endpunkt der Marschbahn. Auf ihr verkehren im Schienenpersonennahverkehr der Regional-Express 6 im Nahverkehrsverbund Schleswig-Holstein von und nach Hamburg-Altona. Diese Linienverbindung hat zusätzliche Stopps in den Sylter Ortsteilen Morsum und Keitum.
Im Bahnhof von Westerland enden auch im Fernverkehr einzelne Züge von DB Fernverkehr (IC-Linien 26, 27 und 30), die in Hamburg Dammtor direkt in Richtung Sylt durchgebunden werden. Ebenfalls ein Angebot von DB Fernverkehr ist das Produkt Sylt Shuttle im Autozugverkehr Niebüll–Westerland. Die gleiche Strecke wird auch unter der Marke Autozug Sylt vom privaten Eisenbahnverkehrsunternehmen RDC Autozug Sylt, einer Tochter der Railroad Development Corporation, bedient.

### Busverkehr
Der öffentliche Personennahverkehr auf der Insel wird heute durch den Linienbusverkehr der Sylter Verkehrsgesellschaft auf sechs Relationen sichergestellt. Er ersetzte die Verkehre der ehemaligen Sylter Inselbahn, die seit 1971 nicht mehr in Betrieb ist.